# سنتواین وسکس
سنتواین (به انگلیسی باستان: Centwine) (درگذشتهٔ ۶۸۵) شاه ساکسون غربی (وسکس) از ۶۷۶ تا هنگام مرگش در ۶۸۵ بود.

## زندگینامه
سنتواین پسر کینِجیلز و برادر کِنوالا، فرمانروایان پیشین وسکس بود و بنا برنوشته‌های تاریخنامهٔ آنگلوساکسون در ۶۷۶ به پادشاهی وسکس رسید. او در دوران حکومتش موفق شد تا بار دیگر بر ویلزی‌ها پیروز شود و آلدهلم، نویسندهٔ معاصر دوران سنتواین او را پادشاهی قدرتمند توصیف نمود که توانست در سه جنگ پیروز میدان باشد که یکی از این نبردها احتمالاً باید نبرد سال ۶۸۲ باشد که سنتواین موفق شد بریتون‌ها را به سمت دریا عقب براند. اما علی‌رغم این پیروزی‌ها، سنت بید ارجمند هم به این موضوع اشاره می‌کند که وسکس در زمان حکومت سنتواین به مدت ۱۰ سال بین فرمانروایان زیردست او تقسیم شده بود و اتلرد، پادشاه مرسیا نیز در این دوران، بخش‌هایی از وسکس را تحت سیطرهٔ خود داشت.
سنتواین در ۶۸۵ درگذشت و پس از او کدوالا جانشینش شد.